# طامه، ادلب
طامه (به عربی: الطامة) یک روستا در سوریه است که در ناحیه تمانعه واقع شده‌است. طامه ۱٬۵۳۸ نفر جمعیت دارد.